# Passe de Bloukrans

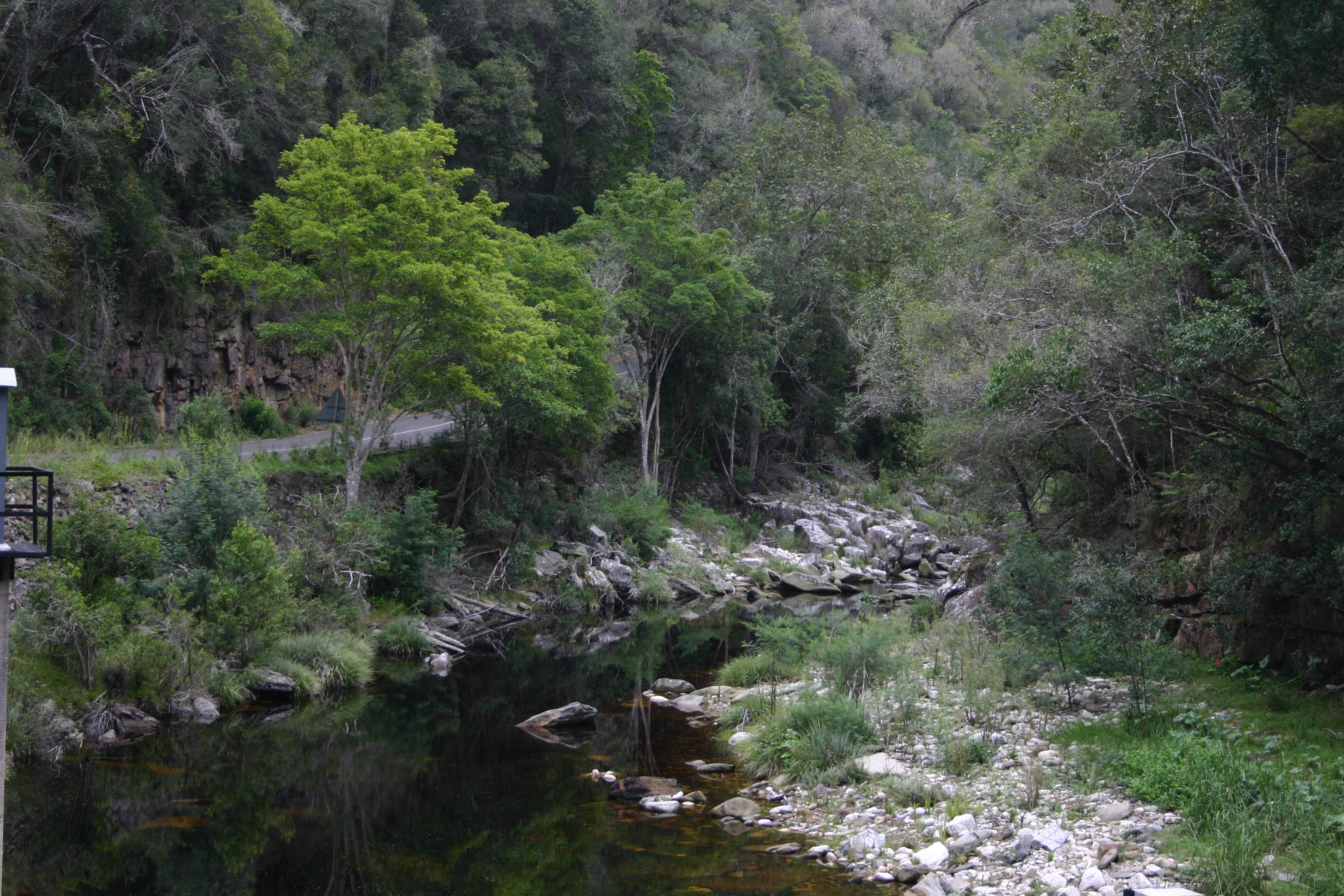
La passe de Bloukrans au niveau de la rivière Bloukrans.

La passe de Bloukrans est un passage à travers les gorges de la rivière Bloukrans sur la route R102 entre Plettenberg Bay et Jeffreys Bay dans la province du Cap occidental en Afrique du Sud. 

## Géographie
La rivière Bloukrans forme la frontière entre les provinces du Cap occidental et du Cap oriental. La passe ne sert plus de route principale, car elle a été contournée par le pont Bloukrans sur lequel passe la route nationale N2. La passe a subi des réparations majeures en 2011,.